# Авдич, Денни
Де́нни А́вдич (швед. Denni Avdić; род. 5 сентября 1988, Хускварна, Йёнчёпинг) — шведский футболист, игравший на позиции нападающего. Сыграл один матч за сборную Швеции в 2009 году.

## Карьера
Когда Авдичу было 15 лет, с ним заключил контракт датский футбольный клуб «Брондбю». Он играл за резервную команду «Брондбю» и никак не мог пробиться в основу.
В 2006 году Авдич перешёл в «Эльфсборг». Там он начал сильно прогрессировать, и его стали называть одним из самых талантливых футболистов Швеции. Авдич дебютировал в чемпионате Швеции в ноябре 2006 года против команды АИК и забил в нём два гола.
В январе 2011 года Авдич подписал контракт с бременским «Вердером» до июня 2014 года. В конце августа 2012 года был арендован нидерландским клубом ПЕК Зволле.
Летом 2013 года Денни подписал контракт с клубом АЗ из Алкмара. В новой команде швед дебютировал 3 октября в матче Лиги Европы против греческого ПАОКа, выйдя на замену в концовке встречи. Спустя три дня он впервые сыграл за АЗ в чемпионате, а 30 октября отметился дублем в матче Кубка Нидерландов против «Ахиллеса ’29». Встреча завершилась крупной победой его команды со счётом 7:0. В дебютном сезоне Авдич сыграл в чемпионате 13 матчей, в основном выходя на замену. В августе 2014 года он был отдан в аренду на один сезон клубу «Хераклес». В конце августа 2015 года АЗ расторг контракт с Авдичем.

## Достижения
«Эльфсборг»
- Чемпион Швеции: 2006